# Bundesparteitag der AfD 2024
Der 15. Bundesparteitag der Alternative für Deutschland fand am 29. und 30. Juni 2024 in der Grugahalle in Essen statt. Es wurde unter anderem der Bundesvorstand neu gewählt.

## Parteitag

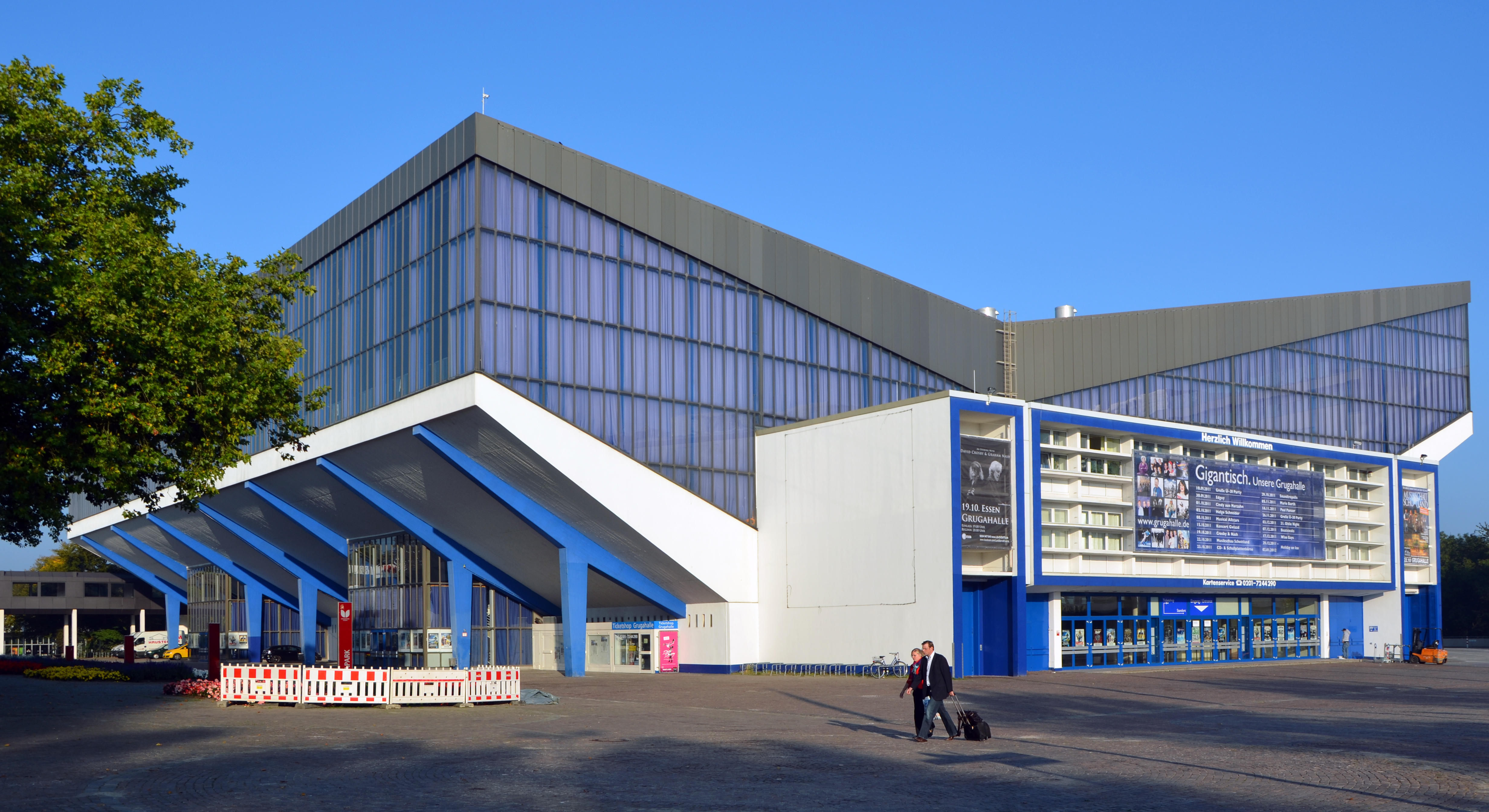
Grugahalle in Essen

Die Stadt Essen versuchte, den Parteitag in der Grugahalle zu verhindern. Die Messe Essen kündigte am 4. Juni den Mietvertrag mit der AfD nach Streitigkeiten um Auflagen bezüglich möglicher NS-Äußerungen durch Parteitagsredner. Die AfD leitete rechtliche Schritte ein und durfte in der Grugahalle wie geplant ihren Parteitag abhalten. Bereits 2015 fand der bedeutende 4. Bundesparteitag in der Essener Grugahalle statt, der zur Erstarken des rechten Lagers führte, das bis heute die Partei dominiert.

### Vorstandswahl
Die Bundesvorsitzenden Tino Chrupalla und Alice Weidel wurden mit großen Zuwachs wiedergewählt, wobei Chrupalla mehr Stimmen als Weidel hatte. Neu im Vorstand war unter anderem der JA-Chef Hannes Gnauck, der sich knapp im dritten Wahlgang durchsetzte.
| Amt                         | Gewählte Personen                                                                                        |
| --------------------------- | --- |
| Bundesvorsitzender          | Alice Weidel, Tino Chrupalla                                                                             |
| Stellv. Bundesvorsitzender  | Stefan Brandner, Peter Boehringer, Kay Gottschalk (neu)                                                  |
| Bundesschatzmeister         | Carsten Hütter                                                                                           |
| Stellv. Bundesschatzmeister | Alexander Jungbluth (neu)                                                                                |
| Schriftführer               | Dennis Hohloch                                                                                           |
| Beisitzer                   | Dirk Brandes (neu), Hannes Gnauck (neu), Marc Jongen, Martin Reichardt, Roman Reusch, Heiko Scholz (neu) |

### Sonstiges
Ein Antrag, zukünftig nur noch einen Bundesvorsitzenden und einen Generalsekretär statt zwei Bundesvorsitzende zu wählen, wurde mit einer knappen Mehrheit abgelehnt.

## Gegenproteste

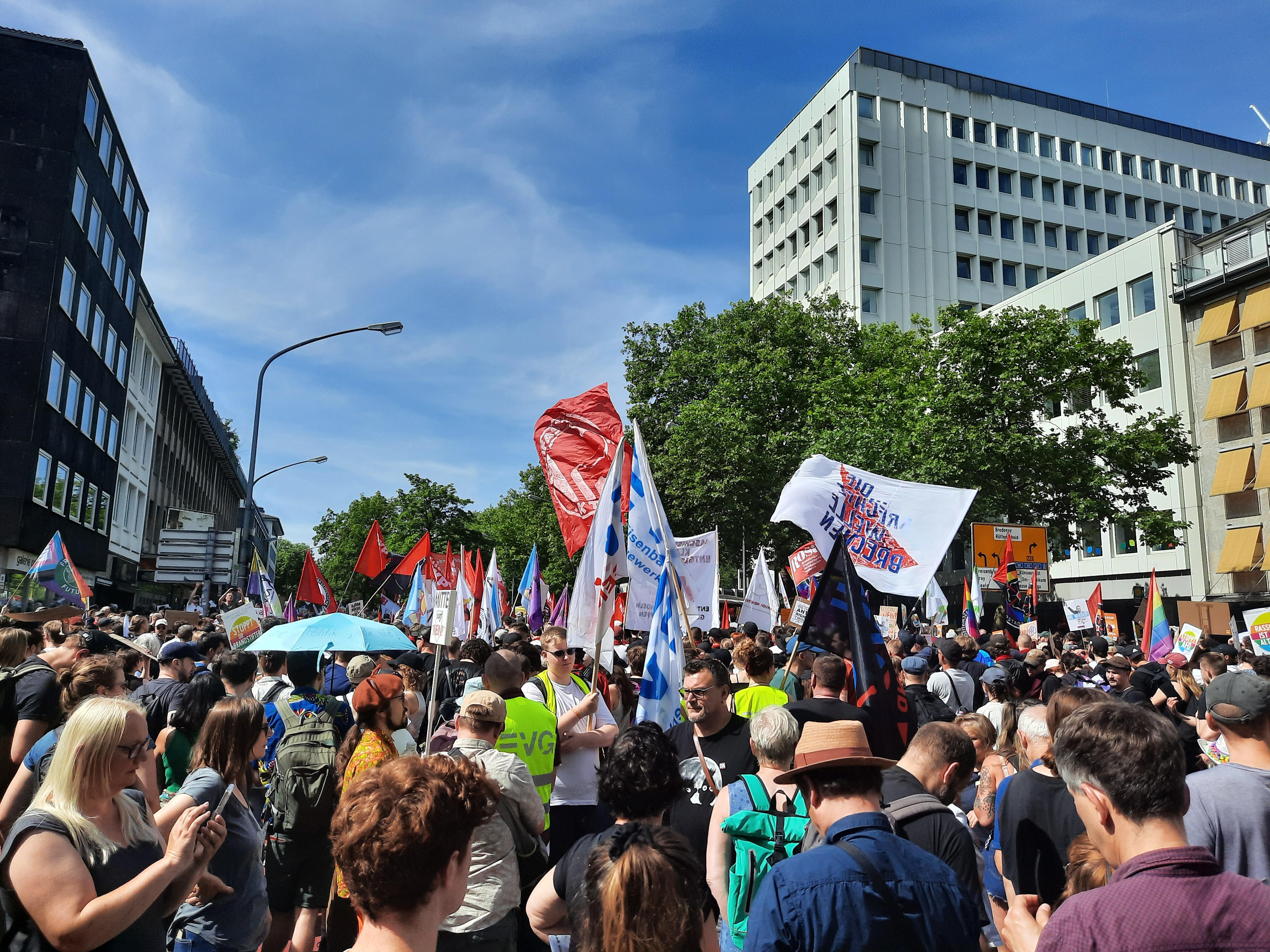
Gegendemonstration

Bereits im Vorfeld riefen etwa 300 Organisationen zum Protest gegen den Parteitag auf, von denen sich einige im Bündnis „Widersetzen“ zusammengeschlossen hatten. Einige Organisationen forderten aktiven Widerstand und eine Blockade des Parteitags, sodass die Polizei Essen im Vorfeld vom größten Einsatz der Stadtgeschichte ausging. Über das Wochenende war der Bereich um das Messegelände für Autofahrer gesperrt. Es fanden in Essen zwischen Freitag und Sonntag 32 Gegenproteste statt, wobei die größte Veranstaltung am Samstag Mittag etwa 50.000 Demonstranten hatte, während nachmittags etwa 25.000 Personen demonstrierten. Am Sonntag gab es kleinere Protestzüge. Auch Essens Bürgermeister Thomas Kufen, der bereits im Vorfeld den Parteitag verhindern wollte, beteiligte sich am Protest, was von der AfD kritisiert wurde. Die Gegendemonstration gegen den Parteitag war die bisher größte Demonstration in Essen.
Es kam während der überwiegend friedlichen Proteste auch zu Ausschreitungen und Randale durch linksextreme Demonstranten, bei denen 28 Polizisten verletzt wurden, einer davon mit vier Rippenbrüchen und einer Gehirnerschütterung schwer. Die Polizei veröffentlichte ein Fahndungsfoto des Haupttäters. Zudem sollen hunderte Aktivisten mit Störaktionen versucht haben die AfD-Delegierten vom Parteitag abzuhalten, was zu einer Verzögerung des Parteitags führte. Der AfD-Delegierte Stefan Hrdy biss einen Demonstranten, der ihn bedrängt haben soll, ins Bein und soll zwei SPD-Politikerinnen angespuckt haben.
Die Ruhrbahn benannte als Zeichen des Protests gegen die AfD die U-Bahn-Station Messe West-Süd/Gruga zeitweise in #Vielfalt um.